# Henrique Dourado
José Henrique da Silva Dourado (ur. 15 września 1989 w Guarulhos) – brazylijski piłkarz występujący na pozycji napastnika, od 2024 roku zawodnik Botafogo (PB).